# Ałtajskije awialinii
Ałtajskije awialinii sp. z o.o. (ros. Алтайские авиалинии, OOO) – rosyjskie linie lotnicze z portem bazowania Barnauł. 
W marcu 2021 linie dysponowały 1 śmigłowcem Mi-8 i 5 Mi-8T.